# ニュース6 (チューリップテレビ)
『ニュース6』（ニュースシックス）は、チューリップテレビで2010年3月29日から放送されている平日夕方のローカルワイドニュース番組である。略称は『N6』（エヌろく）。

## 概要
『チューリップワイド THE NEWS』に代わってスタートした、地元密着型のローカルワイドニュース番組。

## 放送時間
全て日本時間（JST）で記す。
| 期間      | 期間       | 放送時間（JST）       |
| --------- | ---------- | --------------------- |
| 2010.3.29 | 2023.12.23 | 18:15 - 18:53（38分） |
| 2024.1.9  | 現在       | 18:15 - 19:00（45分） |

## 出演者
特記以外、全員チューリップテレビアナウンサー。
キャスター
- 毛田千代丸（2020年3月30日 - 現在、月曜・火曜・木曜・金曜日）
- 舟本真理（2023年5月1日 - 現在、月曜 - 水曜日）
- 橋本星奈（2021年4月9日 - 現在、水曜 - 金曜日）

フィールド
- 嘉藤奈緒子

天気
- 井上陽子（気象予報士・防災士、火曜・金曜日[2]）

ほか

## コメンテーター
- ゲストは不定期で出演する。

## 過去の出演者
MC
- 石川愛恵
- 宮城克文
- 西美香
- 谷口菜月
- 五百旗頭幸男（不詳 - 2020年3月27日）
- 菅久瑛麻（2018年4月2日 - 2020年3月27日）

サブキャスター
- 尾島早都樹（2020年3月30日 - 2021年3月30日）
- 小西鼓子（2021年4月7日 - 2022年4月1日）

スポーツ
- 増山純也
- 佐藤優里

フィールド
- 鎌田香奈
- 福田佳緒理
- 毛田千代丸
- 天野なな実（不詳 - 2019年9月27日）

天気・情報
- 冨並望美
- 畑野直子
- 菅久瑛麻（2016年10月 - 2018年3月）

## 放送内容

### 主なコーナー
- N6特集
- N6天気
- NEWS イッキ見
- ココがキニナル
- ニュースな言葉
- 6chニュース投稿
- 人ものがたり
- 富山のSDGs
- いいねとやま
- ふらっと金曜ライブ

など

### 過去の主なコーナー
- 情報たまて箱
- みんなの告知板
- ニュース@スポ天
- HAPPYNEWS

など

## 番組のコラボレーション
- 富山民放3局共同キャンペーン テレビはイ・ロ・ハ!?のPRを兼ねて、2013年1月25日に北日本放送のいっちゃん☆KNBとコラボ生中継を行った。